# INRIA
National Institute for Research in Computer Science and Control (INRIA) (franska: Institut national de recherche en informatique et en automatique), är ett franskt statligt forskningsinstitut med inriktning på datavetenskap, reglerteknik och tillämpad matematik.